# یواس‌سی‌جی‌سی کوراگوس (دبلیوام‌ئی‌سی-۶۲۲)
یواس‌سی‌جی‌سی کوراگوس (دبلیوام‌ئی‌سی-۶۲۲) (به انگلیسی: USCGC Courageous (WMEC-622)) یک کشتی بود که طول آن ۲۱۰ فوت ۶ اینچ (۶۴٫۱۶ متر) بود. این کشتی در سال ۱۹۶۷ ساخته شد.